# 천부배 세계프로바둑선수권
천부배 세계바둑선수권대회(중국어: “天府杯”世界围棋职业锦标赛)은 중국바둑협회와 중국기원, 쓰촨천부신구성도관리위원회가 공동 주최한다.

## 대회 방식
- 32강 시스템의 국가별 쿼터는 한국 6명, 중국 11명, 일본 6명, 대만 2명, 유럽 2명, 북미 2명. 그리고 와일드카드로 3명이 합류한다. 와일드카드는 2회 대회부터 1명으로 줄이고, 전기 우승자와 준우승자에게 시드를 준다.
- 32명을 추첨으로 16명씩 2개조로 나누고, 조별 토너먼트 4회전으로 1위와 2위를 가린다. 이어 A조 1위와 B조 2위, B조 1위와 A조 2위가 크로스로 대결해 승자가 최종 결승에 진출한다. 조별 1ㆍ2위 결정전에서 패하더라도 반대편 조의 전승(1위)을 꺾으면 결승3번기에 오를 수 있다.
- 각조 1ㆍ2위까지 결정하는 1차전은 베이징에서(대국일 9월 21ㆍ23ㆍ25ㆍ26일), 준결승부터 결승까지의 2차전은 12월 하순 쓰촨성에서 진행한다.

## 대국 규정
- 제한 시간은 2시간, 초읽기는 1분 5회, 계가는 중국 룰로 적용.

## 대회 상금
- 우승 상금은 200만 위안(약 3억 3,000만원). 준우승 70만 위안(약 1억 2,000만원), 4강 패자 15만 위안, 8강 패자 8만 위안, 16강 패자 5만 위안, 32강 패자 3만 위안.

## 대회 결과
| 회수 | 연도 | 우승          | 전적 | 준우승      |
| ---- | ---- | ------------- | ---- | ----------- |
| 1    | 2018 | 천야오예 九단 | 2-1  | 신진서 九단 |